# Xuc

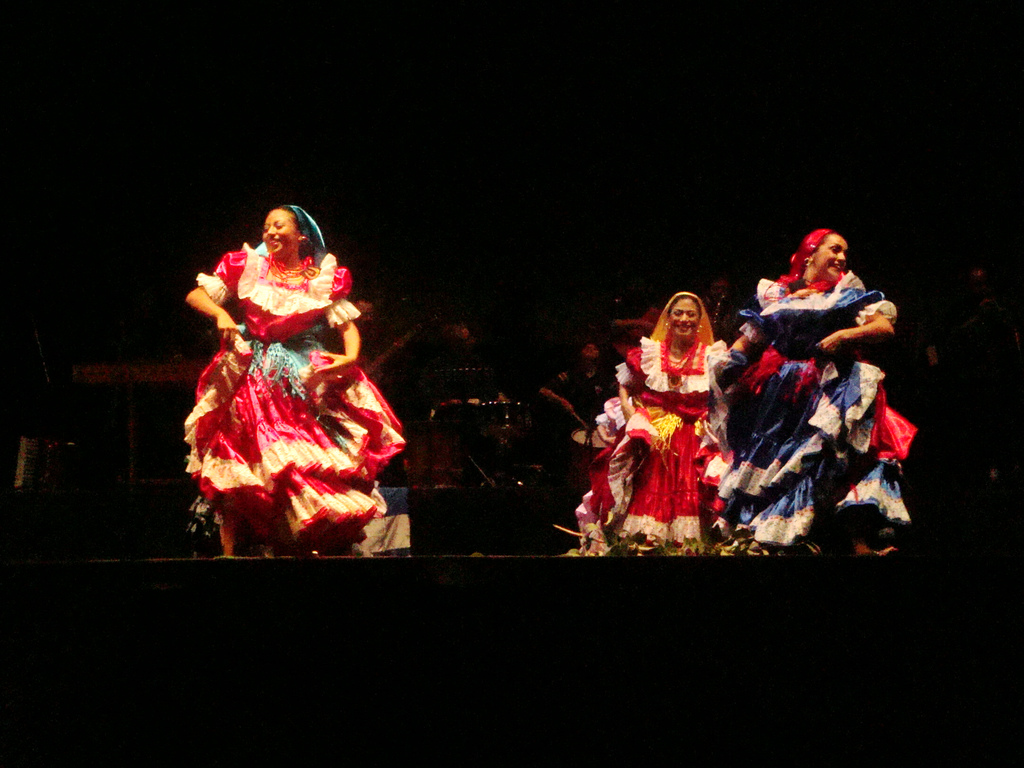
Ballet folclórico de El Salvador.

El xuc (español: [zuk]), conocida también como la música folclórica salvadoreña, es un género musical, y posteriormente un baile típico de El Salvador, que fue creado y popularizado por Paquito Palaviccini en Cojutepeque ubicado en el departamento de Cuscatlán en 1942 
Este ritmo nació con la famosa canción salvadoreña “Adentro Cojutepeque”, y fue compuesta en honor a las fiestas de la caña
En junio de 2019, se presentó a la Asamblea Legislativa una solicitud para declarar al Xuc como Patrimonio Cultural de El Salvador, la cual aún está en proceso.

## Orígenes
El nombre de xuc, se origina de la onomatopeya de un instrumento salvadoreño llamado juco, un instrumento típico de El Salvador, que consiste en una especie de tambor en cuya piel se amarra un palito, por el lado de afuera que, al momento de frotar el palito suena “xuc, xuc”. Por lo general, el Xuc se compone en un compás de 6/8.
Este género fue creado y popularizado por Francisco Palaviccini, en Cojutepeque. Tras viajar a diversos países alrededor del mundo, Francisco descubrió que no existían registros sobre ritmos propios de El Salvador. 
A su regreso, inició una investigación que, con el tiempo, le permitió encontrar en Tacuba, Ahuachapán, a un grupo que utilizaba instrumentos como el teponahuaste, quijada de burro, juco, tamborón y un instrumento del que no sabía el nombre, era una hoja doblada encima de la lengua del músico, con la que emitía un sonido muy especial ejecutando melodías muy propias.
Gracias a toda esta información, Palaviccini tomó nota, las cuales sirvieron de base para la creación del ritmo del Xuc. 

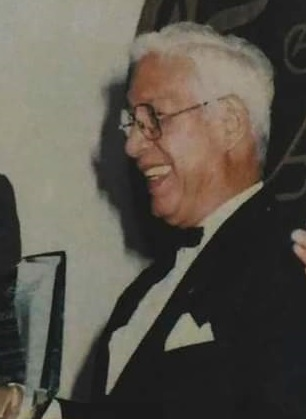
Francisco Palaviccini, violinista, saxofonista, clarinetista, director, compositor

El álbum representativo de este género es El Xuc, publicado en 1962 por Orquesta Internacional Polío, bajo la dirección de Francisco Palaviccini.
Algunas de las canciones más emblemáticas de este ritmo son: "El Carnaval de San Miguel", "El Xuc", "Santa Ana", "El Cocotero", "El Torito", "El Candelareño", "El Cuarto Carnaval de San Miguel", "Vamos Usulután" y "Ensalada a la Palaviccini".

### Coreografía
No fue hasta en 1958, 16 años después de la creación del xuc, cuando se creó la primera coreografía de este ritmo, El cual se compone con un dinámico baile, describiéndose esencialmente en los pasos siguientes:
1. Posiciones talón–punta–talón con pie derecho e izquierdo, combinados con pequeños saltos, como primer paso.
2. Mantener de pies estirados moviéndolos hacia delante y hacia atrás (cruzados), caminando con varios saltos de corta distancia, la mujer se muestra caracterizándose por transmitir alegría al movimiento de los pies, la falda del traje (regularmente típica) y la cabeza, dependiendo del lado hacia el que se oriente el paso. El hombre regularmente se mueve con sus manos dentro de las bolsas delanteras del pantalón (regularmente de tela de algodón o ixtle), durante el baile los danzantes hacen ruedas tomados de las manos y con brazos estirados, al mismo tiempo que avanzan y coquetean entre sí, esto sin perder el ritmo.

El montaje de la coreografía estuvo a cargo de una bailarina perteneciente al grupo de danza salvadoreña Morena Celarie y se hizo en el marco de las fiestas patronales en el famoso Carnaval de San Miguel.